# Enigma-M

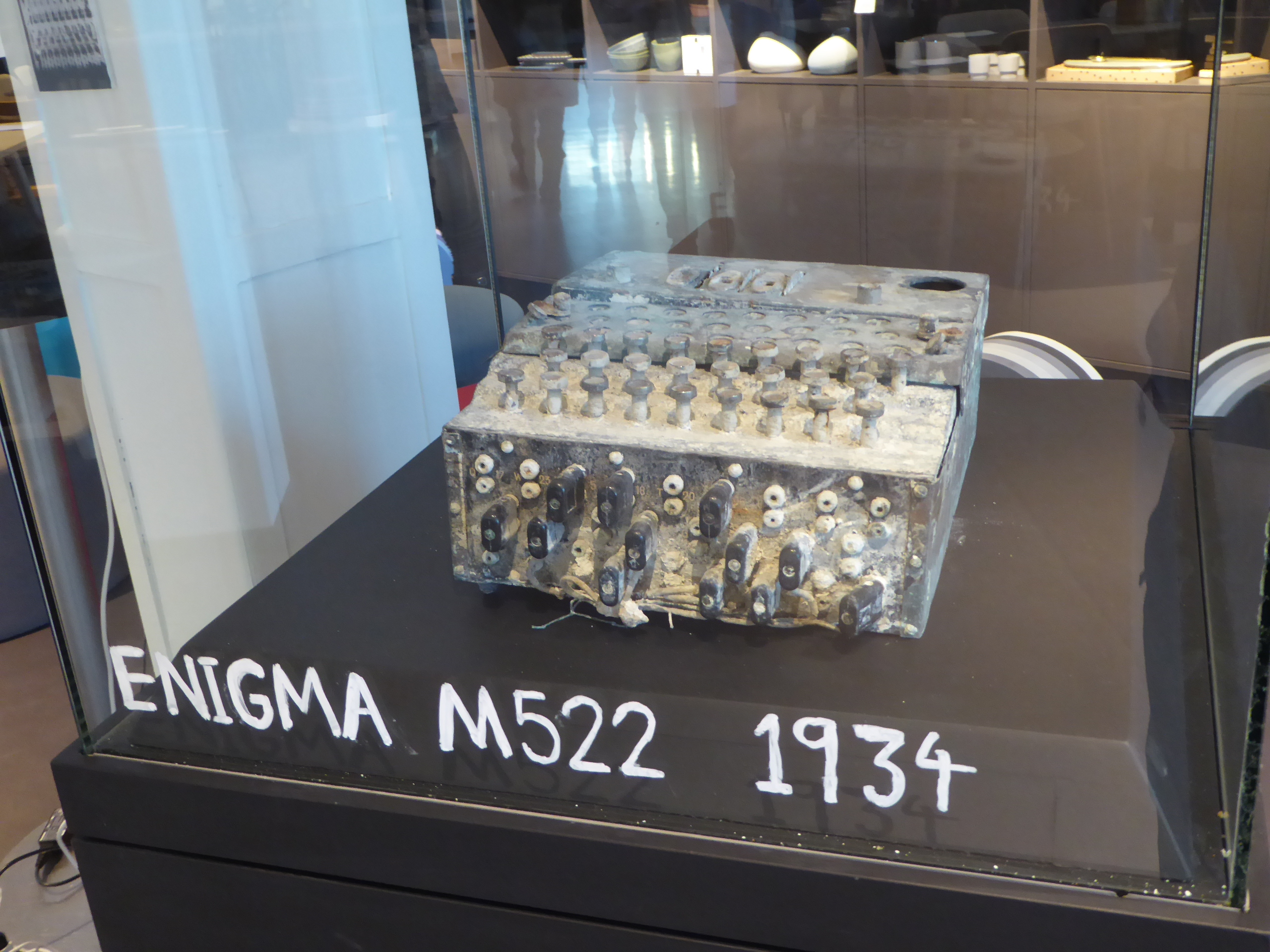
Mit der Seriennummer M 522 und aus dem Jahr 1934 stammend, ist dieses Exponat die vermutlich älteste erhaltene Marine-Enigma.

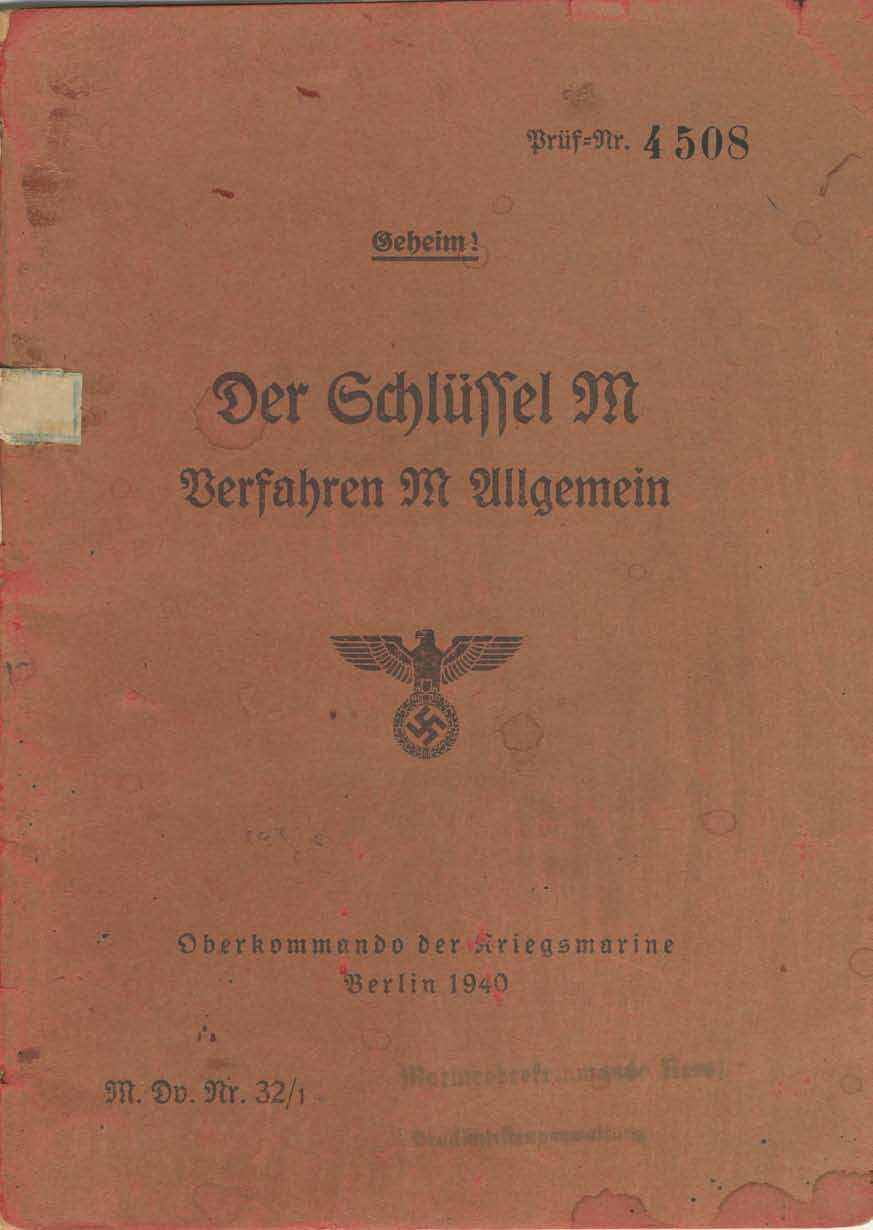
Handbuch „Der Schlüssel M“, M. Dv. Nr. 32/1, Berlin, 1940.

Bei den Enigma-M (auch genannt: Enigma M, Funkschlüssel M, Schlüssel M oder Marine-Enigma) handelt es sich um Modelle der Rotor-Schlüsselmaschine Enigma, die von der deutschen Marine vor und während des Zweiten Weltkriegs zur Verschlüsselung ihres Nachrichtenverkehrs eingesetzt wurden. Im Wesentlichen gab es vier verschiedene Marine-Modelle, die zeitlich nacheinander über einen Zeitraum von sieben Jahren eingeführt wurden, nämlich die M1 1934, die M2 1938, die M3 1940 und schließlich die M4 (1941).

## Geschichte
Nach Indienststellung der Enigma I durch das Reichsheer der Weimarer Republik zum 1. Juni 1930 folgte die Reichsmarine des Deutschen Reichs im Jahr 1934 mit der Enigma-M1. Ein Jahr später, zum 1. Juni 1935, wurden die deutschen Seestreitkräfte in Kriegsmarine umbenannt. Im Jahr 1938 führte das Oberkommando der Kriegsmarine (OKM) die Enigma-M2 ein und ein Jahr später die Enigma-M3. Schließlich mitten im Krieg, im Oktober 1941, erfolgte die Indienststellung der M4.

## Enigma-M1

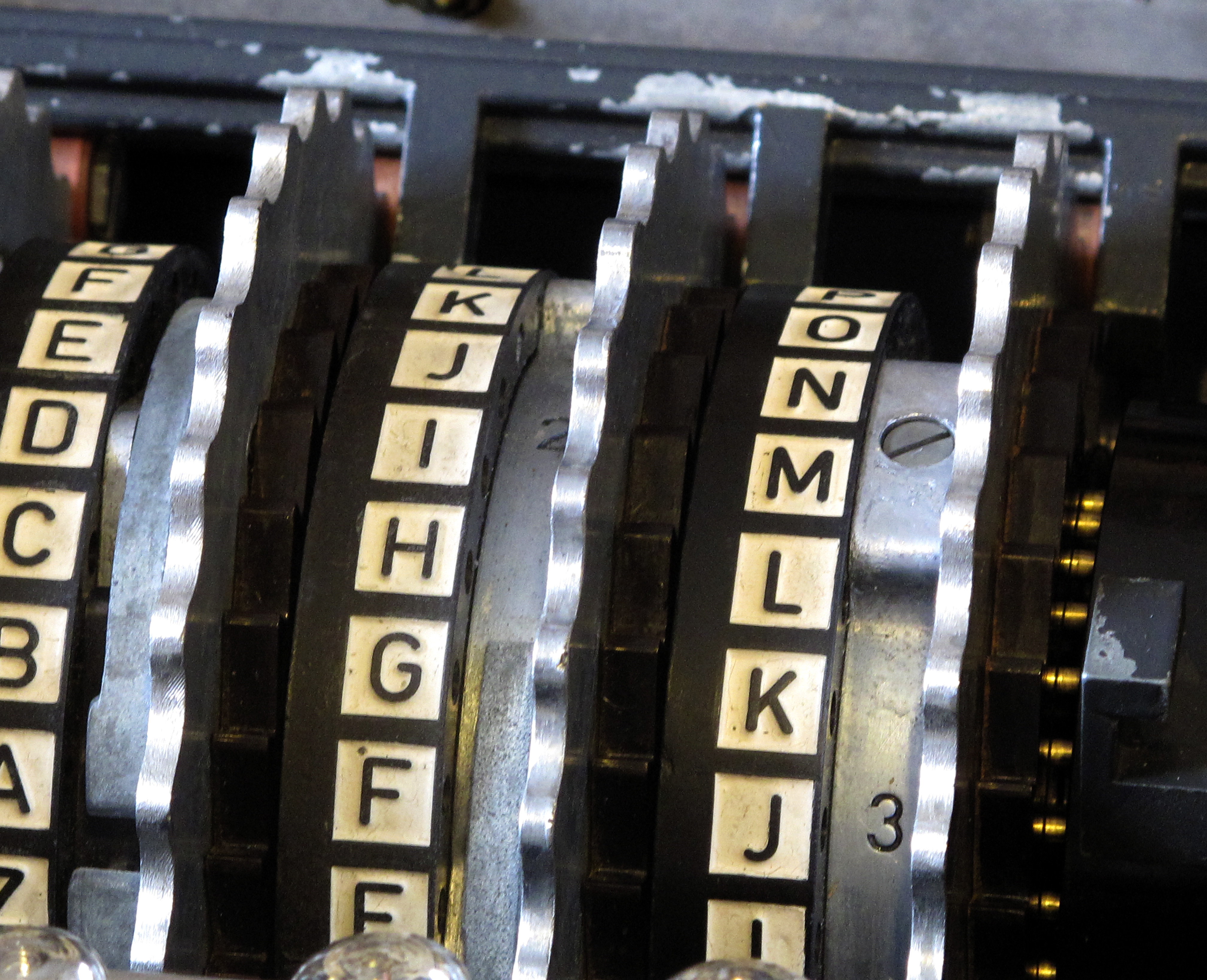
Der Walzensatz enthält drei austauschbare und rotierende Walzen, die jeweils 26 Drehstellungen einnehmen können, die bei den Marine-Enigmas durch A bis Z gekennzeichnet waren (im Gegensatz zu 01 bis 26 bei den von Heer und Luftwaffe benutzten Enigma-Maschinen).

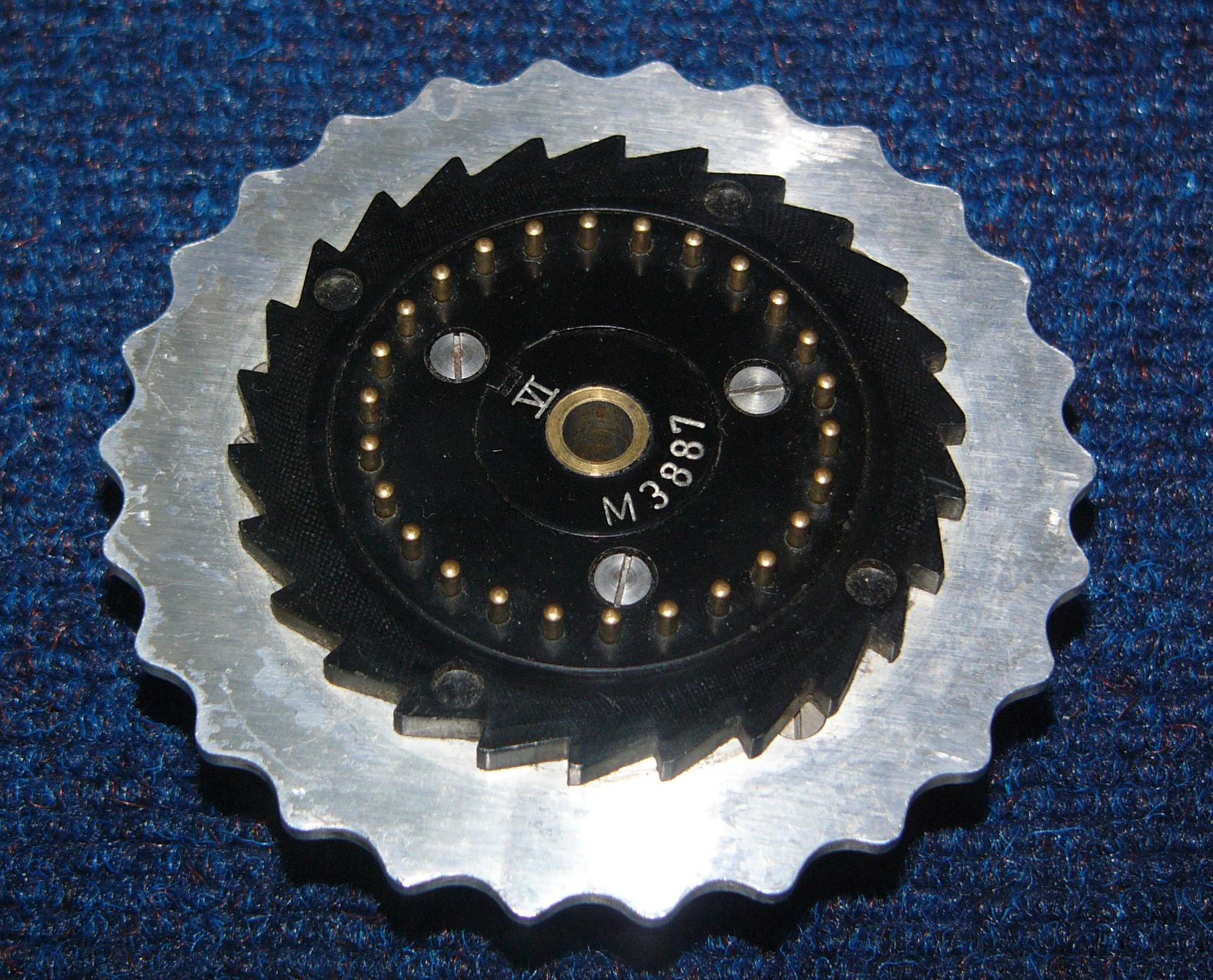
Die durch die römische Zahl VI gekennzeichnete Walze wurde exklusiv von der Marine verwendet.

Die Enigma M1 ist nahezu identisch zur meistverwendeten Enigma-Maschine, der Enigma I, die vor und während des Zweiten Weltkriegs zu Zehntausenden von Heer und Luftwaffe des Deutschen Reichs eingesetzt wurde. Beide Modelle (Enigma I wie Enigma M1) enthalten drei austauschbare rotierende Walzen sowie eine nichtrotierende Umkehrwalze (UKW). Während für die Enigma I zunächst nur drei Walzen zur Auswahl standen (I bis III) und ab dem 15. Dezember 1938, mit Inbetriebnahme der Walzen IV und V, dann fünf Walzen, verfügte die M1 von Anfang an über ein Sortiment von sechs unterschiedlichen Walzen (I bis VI), von denen drei in die Maschine eingesetzt wurden. Damit war die Marine-Enigma kryptographisch etwas stärker, denn hier gab es 6·5·4 = 120 mögliche Walzenlagen, im Gegensatz zu den nur 5·4·3 = 60 Lagen der Enigma I.
Ein wichtiger Unterschied der Walze VI im Vergleich zu den fünf anderen Walzen sind die zwei Übertragskerben im Gegensatz zu den jeweils nur einer Übertragskerbe bei den Walzen I bis V. Ein nebensächliches Unterscheidungsmerkmal ist die Kennzeichnung der 26 Walzenstellungen und der Stecker des Steckerbretts. Während bei der Enigma I die Walzen mithilfe von Zahlen (01 bis 26) markiert sind, bevorzugte die Marine hierzu Buchstaben (A bis Z). Umgekehrt verhält es sich bei den Steckbuchsen. Diese sind bei der Enigma I durch Buchstaben und bei der Enigma M durch Zahlen, gelegentlich auch (redundant) durch Zahlen und Buchstaben (ähnlich der QWERTZ-Reihenfolge) gekennzeichnet. Die Stecker selbst waren ein wenig länger als bei der Enigma I und es gab noch einige geringfügige konstruktive Unterschiede, die die kryptographische Kompatibilität der Modelle nicht beeinträchtigten, vorausgesetzt, es kamen nur die Walzen I bis V (und nicht die Walze VI) zum Einsatz.

## Enigma-M2
Im Jahre 1938 führte die Kriegsmarine die Enigma-M2 ein. Neben einigen konstruktiven Details ist der Hauptunterschied zur M1 die im Walzensortiment zusätzlich zur Auswahl stehende siebte Walze (VII). Damit erhöht sich die Anzahl der möglichen Walzenlagen von 6·5·4 = 120 auf 7·6·5 = 210. Im Gegensatz zur M1 wurden die Steckbuchsen nicht mehr in der QWERTZ-Reihenfolge beschriftet, sondern nun die gewöhnliche alphabetische Sortierung gewählt. Außerdem wurden zwei weitere Buchsen hinzugefügt, die zum Test der Steckerkabel genutzt werden konnten.

## Enigma-M3

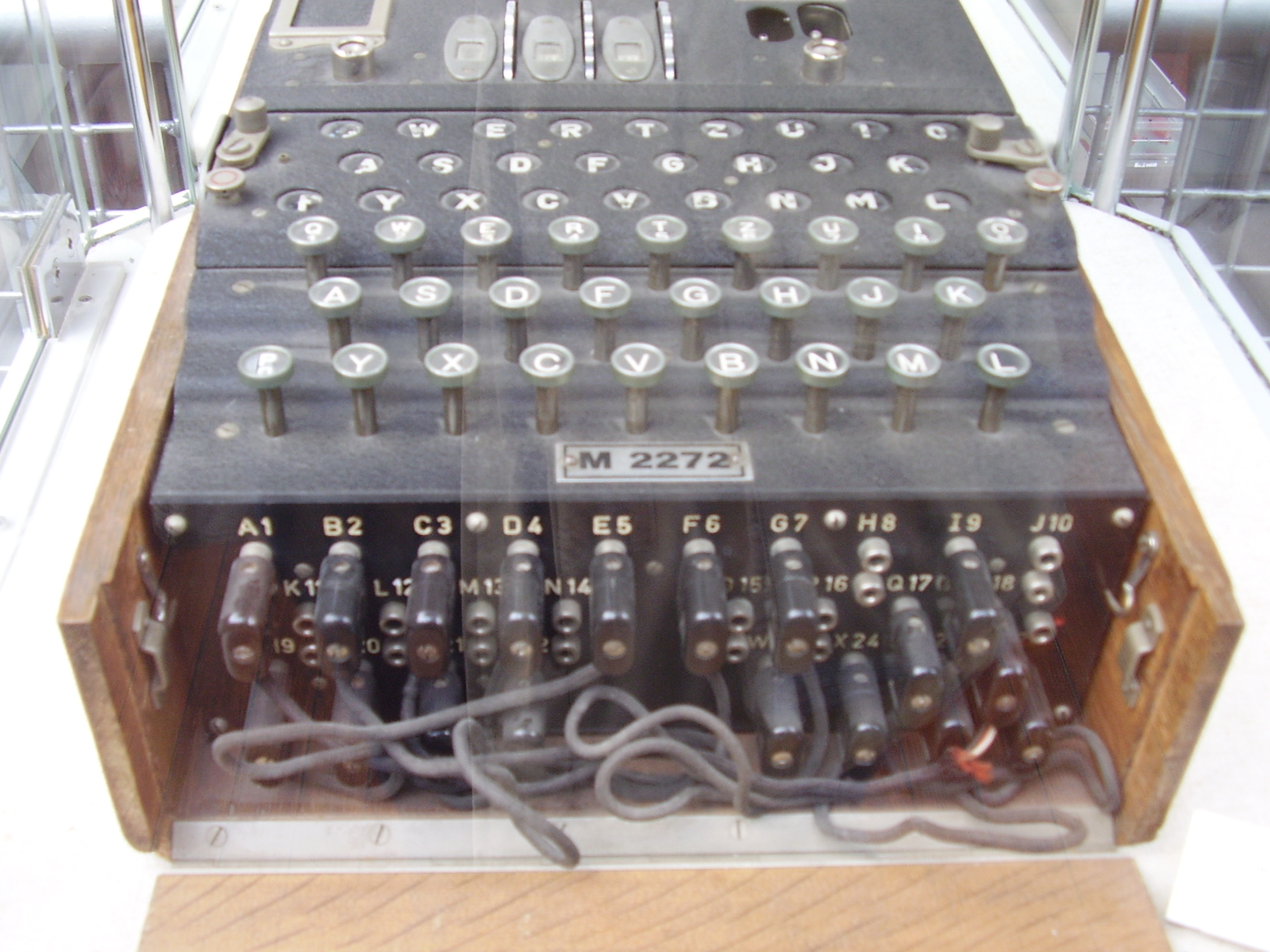
Das Steckerbrett dieser M3 ist (redundant) durch Buchstaben und Zahlen gekennzeichnet (A1 bis Z26).

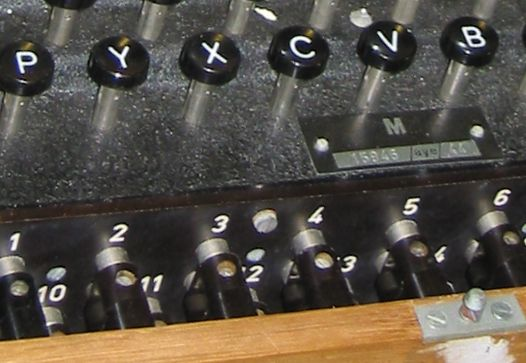
Gut zu erkennen ist bei dieser Marine-Enigma die numerische Kennzeichnung (1 bis 26) der Buchsen des Steckerbretts.

Im Jahre 1940 folgten ca. 800 Stück der neuen Enigma-M3. Die M3 verfügte zusätzlich über eine achte Walze (VIII), wodurch die Anzahl der theoretisch möglichen Walzenlagen noch einmal, nun auf 8·7·6 = 336 erhöht wurde. Allerdings galt die Vorschrift, dass stets mindestens eine der drei exklusiven Marine-Walzen (VI, VII oder VIII) eingesetzt werden musste. Diese zeichneten sich im Gegensatz zu den übrigen Walzen (I bis V) durch zwei Übertragskerben aus und wurden daher als kryptographisch besonders stark und unverzichtbar eingeschätzt. Durch diese Maßnahme wurde jedoch die Anzahl der theoretisch möglichen Walzenlagen nicht ausgeschöpft.
Außerdem gab es einige konstruktive und technische Detailänderungen, wie eine mechanisch absperrbarer Zugang zu den Walzen und ein neu hinzugefügter 220‑V‑Netzspannungsanschluss, kryptographisch jedoch keine Änderungen zur M2. Dies änderte sich erst bei der M4, die kryptographisch wesentlich stärker war als alle ihre Vorläuferinnen.

## Chronologie
Die folgende Tabelle listet Fertigungsjahre, Seriennummern (Ser.‑Nr.), Stückzahlen und Modellbezeichnungen der ab 1934 im Hauptfertigungswerk Konski & Krüger (K&K) in Berlin hergestellten Marine-Enigmas auf.
| Jahr | Ser.-Nr.    | Anzahl | Modell  |
| ---- | ----------- | ------ | ------- |
| 1934 | M501–M901   | 401    | M1      |
| 1935 | M902–M961   | 60     | M1a     |
| 1937 | M962–M1111  | 150    | M1a     |
| 1938 | M1112–M1421 | 310    | M2      |
| 1939 | M1422–M2001 | 580    | M2a, M3 |
| 1940 | M2002–M2801 | 800    | M3      |
| 1941 | M2802–M3812 | 1011   | M4      |
| 1942 | M3813–M5262 | 1450   | M4      |
| 1943 | M5263–M7500 | 2238   | M4      |
| 1944 | –           | 1500   | M4      |

Ab 1941 und Seriennummer M2802 wurde nur noch die Form M4 hergestellt. Für die Zeit ab 1942 bis ins Jahr 1945, als die Fertigung eingestellt wurde, gibt es keine vollständigen Zahlen, was auch daran liegt, dass die Herstellung auf mehrere Werke ausgelagert wurde. Die Fertigung der M4 erfolgte ab 1942 zu einem großen Teil (etwa 45 %) durch die Olympia Büromaschinenwerke AG in Erfurt. Dazu gibt es die folgenden Zahlen:
| Jahr | Anzahl | Modell |
| ---- | ------ | ------ |
| 1943 | 300    | M4     |
| 1944 | 2870   | M4     |
| 1945 | 800    | M4     |